# Moviment Federalista de Bretanya
El Moviment Federalista Bretó és el nom de dos formacions polítiques independents de Bretanya, la primera en els anys 1930 i la segona d'ençà del 2004, però sense continuïtat amb el moviment de la preguerra.

## Primera època
Abans de la Segona Guerra Mundial, el Mouvement Fédéraliste Breton fou fundat el 1934 com a continuació de la Lliga Federalista de Bretanya pels nacionalistes bretons Morvan Marchal, Gestalen, Francis Bayer du Kern, Goulven Mazéas i Rafig Tullou, que organitzen el moviment proper a la maçoneria. El 1936 alguns dels membres formaren part del grup Kredenn Geltiek (creença cèltica), proper al neodruidisme. Aquest moviment fou el primer a editar un manifest contra la guerra el 1938.

## Segona època
El Moviment Federalista de Bretanya es va posar en marxa el 2004, durant les eleccions regionals franceses de 2004. Per a les eleccions cantonals franceses de 2004, Guy Flégeo amb aquesta etiqueta obtingué el 6,5% dels vots al cantó de Bannalec (sud de Finisterre).
Aquest moviment és un membre de la Unió de Moviments Federalistes francès "Les fédéralistes". La seva seu es troba a Saint-Grégoire, als afores de Rennes.

## Membres de la direcció
- Jean-Yves Quiger: President
- Pierre Delignière : Vicepresident
- Gérard Boquého : Secretari
- Loïck Camus : Tresorer